# Leonie Adele Spitzer
Leonie Adele Spitzer (* 17. Mai 1891 in Wien, Österreich-Ungarn; † 5. Juni 1940 in Oxford, Vereinigtes Königreich) war eine österreichische Schriftstellerin und Lehrerin.

## Leben
Leonie Adele Spitzer wurde als Tochter von Franz Spitzer (1858–1929), einem Obermedizinalrat aus Wien, und dessen Ehefrau, Charlotte Spitzer (geborene Pokorny), am 17. Mai 1891 in eine jüdische Familie in Wien geboren. Sie hatte einen Zwillingsbruder mit dem Namen Fritz, ein Arzt, der im November 1938 in Wien Selbstmord beging. Ihr Großvater war der Mathematiker Simon Spitzer (1826–1887), der wiederum gleichzeitig der Schwiegervater des Opernsängers Eduard Nawiasky (1854–1925) und der Schwiegergroßvater des Staatsrechtlers Hans Nawiasky war. Bereits ihr Vater gehörte als Arzt der Schriftsteller- und Journalistenvereinigung Concordia an. Gemeinsam mit ihrem Bruder wurde sie von Hauslehrern unterrichtet, besuchte jedoch auch das Lyzeum Hanausek. Im Jahre 1912 erwarb sie die Lehrbefähigung für die Fächer Französisch und Englisch. Nachdem sie bereits ein Jahr zuvor erstmals in England verweilte, lebte sie schließlich von 1912 bis 1913 in Oxford, ehe sie wieder nach Wien zurückkehrte und dort im Jahre 1916 am Reformrealgymnasium im dritten Wiener Gemeindebezirk, dem heutigen Gymnasium Sacre Coeur Wien, ihre Matura ablegte.
In weiterer Folge studierte sie bis 1920 an der Universität Wien Philosophie und schloss das Studium mit einer Dissertation Über Rilkes Verskunst am 21. Juli 1920 mit dem Titel Dr. phil. ab. Nachdem sie kurzzeitig von 1921 bis 1922 als Lektorin beim Wiener Verlag Rikola gearbeitet hatte, legte sie im Jahre 1923 eine Lehramtsprüfung für das Gymnasium ab und war in weiterer Folge als Lehrerin an diversen Wiener Mittelschulen tätig. Nach dem Tod der Naturwissenschafterin und Lehrerin Hede V., zu der sie eine Liebesbeziehung pflegte, im Jahre 1929 in Folge einer Tuberkuloseerkrankung, war die Schaffensperiode Spitzers zu Ende. Zuletzt gehörte sie ab 1929 dem Lehrerstab am Floridsdorfer Gymnasium an. Nach dem Anschluss Österreichs im Jahre 1938 wurde die Jüdin, gerade einmal 47-jährig, in den Ruhestand versetzt und ging daraufhin ins Exil nach Italien. Von dort führte ihr Weg im Jahre 1939 nach Oxford, wo sie ihrer Tätigkeit als Lehrerin zuerst am Cheltenham Ladies’ College nachging, ehe sie an die Crofton-Grange-Schule kam. Am 5. Juni 1940 verstarb Spitzer nach einer schweren Krankheit 49-jährig in Oxford. Ihr Begräbnis fand am Wolvercote Cemetery in Wolvercote, einem der nördlichen Vororte von Oxford, statt.
Als Schriftstellerin versuchte sie sich anfangs vor allem an Dramen, verfasste aber auch Gedichte und Prosa, die teilweise von ihrer Cousine Helen(e) Adolf, die auch ihren Nachlass betreute, herausgebracht wurden. Mehr als drei Jahre nach ihrem Tod wurde ihr der Doktorgrad aus rassistischen Gründen aberkannt, da sie im Nationalsozialismus als Jüdin als eines akademischen Grades einer deutschen Hochschule unwürdig galt. Am 15. Mai 1955 wurde ihr der Doktortitel wieder zuerkannt bzw. die Aberkennung für von Anfang an nichtig erklärt.

## Werke (Auswahl)
- Sturmflut. Versdrama (von ihr selbst vernichtet)
- Leonore. Novelle (verschollen)
- Wandlungen der Liebe. (von Helen Adolf herausgegeben; 1978)
- Die Familie Höchst. Ein Roman aus der Zeit vor Österreichs Umbruch. (1986)
- Ein im Exil begonnener Roman „Uphill“ bzw. „Excelsior“ blieb Fragment.
- Ihre Tagebücher, die von 1916 bis 1939 reichen, sind noch unveröffentlicht.